# نگار شیخلینسکایا
نگار شیخلینسکایا با نام کامل نگار حسین افندی قیزی شیخلینسکایا (به ترکی آذربایجانی: Nigar Hüseyn Əfəndi qızı Şıxlinskaya) (زاده ۱۰ اکتبر ۱۸۷۱ یا ۲۱ مارس ۱۸۷۸ در تفلیس – ۱۵ اوت ۱۹۳۱ در باکو) نخستین پرستار آذربایجانی بود که در جنگ جهانی اول مشغول خدمت شد. وی به چندین زبان از جمله روسی و فرانسوی مسلط بود. نگار شیخلینسکایا در جبهه غربی جنگ جهانی اول، بیمارستان نهضت بین‌المللی صلیب سرخ و هلال احمر را تأسیس کرد.